# Lista de municípios e cidades de Taiwan por área
Lista de municípios e cidades de Taiwan por área
Esta é uma lista de municípios e cidades sob a jurisdição da República da China (Taiwan) classificados por área.  Os dados foram provenientes do Ministério do Interior.
| Rank | Nome do Condado ¹   | Nome Chinês | Área (km²)   |
| ---- | ------------------- | ----------- | ------------ |
| 1    | Hualien (condado)   | 花蓮縣      | 4628.5714    |
| 2    | Nantou (condado)    | 南投縣      | 4106.4360    |
| 3    | Taitung (condado)   | 台東縣      | 3515.2526    |
| 4    | Kaohsiung (condado) | 高雄縣      | 2792.6744    |
| 5    | Pingtung (condado)  | 屏東縣      | 2775.6003    |
| 6    | Yilan Condado       | 宜蘭縣      | 2143.6251    |
| 7    | Taipei (condado)    | 台北縣      | 2052.5667    |
| 8    | Taichung (condado)  | 台中縣      | 2051.4712    |
| 9    | Tainan (condado)    | 台南縣      | 2016.0075    |
| 10   | Chiayi (condado)    | 嘉義縣      | 1901.6725    |
| 11   | Miaoli (condado)    | 苗栗縣      | 1820.3149    |
| 12   | Hsinchu (condado)   | 新竹縣      | 1427.5931    |
| 13   | Yunlin (condado)    | 雲林縣      | 1290.8351    |
| 14   | Taoyuan (cidade)    | 桃園市      | 1220.9540    |
| 15   | Changhua (condado)  | 彰化縣      | 1074.3960    |
| 16   | Taipei (cidade)     | 台北市      | 271.7997     |
| 17   | Tainan (cidade)     | 台南市      | 175.6456     |
| 18   | Taichung (cidade)   | 台中市      | 163.4256     |
| 19   | Kaohsiung (cidade)  | 高雄市      | 153.5927     |
| 20   | Kinmen (condado)    | 金門縣      | 153.0560 ² ³ |
| 21   | Keelung (cidade)    | 基隆市      | 132.7589     |
| 22   | Penghu (condado)    | 澎湖縣      | 126.8641     |
| 23   | Hsinchu (cidade)    | 新竹市      | 104.0964     |
| 24   | Chiayi (cidade)     | 嘉義市      | 60.0256      |
| 25   | Lienchiang Condado  | 連江縣      | 29.6055 ² 4  |

  Notas:

1. Apenas as cidades de Taipei, Kaohsiung, Província-cidades administradas e municípios estão listados. Condado-cidades administradas estão excluídos.

2. Kinmen e Lienchiang estão sob a jurisdição de Fuchien província da República da China (não confundir com a Fujian Província da República Popular da China).  Todos os outros municípios fazem parte da Província de Taiwan.

3. Excluindo Wuchiu Townsip.

4. Dados da Lienchiang County Government.